# HD 87262
HD 87262，又名BD-08 2836，SAO 137326、HR 3959，是一颗恒星，视星等为6.12，位于銀經249.14，銀緯35.24，其B1900.0坐标为赤經9h 58m 44.5s，赤緯-9° 35.24′ 23″。